# Søgne
Søgne er en tidligere kystkommune i Agder fylke i Norge. Kommunen blev ved Kommunereformen i Norge 1. januar 2020 lagt sammen med kommunerne Kristiansand og Songdalen. Den tidligere kommune ligger mellem bykommunerne Kristiansand og Mandal, samt Marnardal og Songdalen. Der er 1.444 hytter i Søgne og turisme er vigtig for kommunen, specielt om sommeren.
Søgne er kendt for sin smukke skærgård med 1.229 holme og skær. Kommunen er den i landet med flest solskinstimer om året. Flere kendte digtere og kunstnere har boet i Søgne, deriblandt Bjørnstjerne Bjørnson og Vilhelm Krag.
Fra Høllen, som er Søgnes «havn», er der rutebåd til Ny-Hellesund og Borøya, som er beboede øer i skærgården, og man kan besøge Olavsundet og kystfortet i Ny-Hellesund. I Høllen lå der tidligere et skibsværft.

## Historie
Søgne har været selvstændig kommune fra 1837. Oprindelig omfattede området også Greipstad, som blev selvtændig kommune med 822 indbyggere 1. juli 1913. Søgne havde derefter 2.609 indbyggere.
1. januar 1964 blev Stubstadområdet i Holum med 9 indbyggere og Brunvatne kreds i Øyslebø med 44 indbyggere tillagt Søgne kommune. 1. januar 1965 blev Svalemyren, en ubeboet del af Mandal kommune, overført til Søgne.

## Bjørnsonfamilien og Søgne
Peder Bjørnson (f. 1798) (far til Bjørnstjerne Bjørnson) blev udnævnt til sognepræst i Søgne 18. september 1852 og flyttede til præstegården i juni 1853. Han var præst i bygden frem til 1869.
Bjørnstjerne Bjørnson opholdt sig flere gange i Søgne i løbet af de 16 år, faren var sognepræst . Fra maj til september 1855 var Bjørnstjerne formandskabssekretær for faren i præstegården. Han opholdt sig her også i 1856. Han forlovede sig med Karoline Reimers den 16. maj 1858, og faren viede dem i sin sognekirke den 11. september 1858.
Bjørnson er tilbage i Søgne i 1859, 1860, 1863 og 1867.
Skuespillet «Mellem Slagene», dele af skuespillet «Halte-Hulda» og novellen «Faderen» er skrevet i Søgne, og motiver til bl.a. bondefortællingen «Arne» er hentet herfra.

## Søgne gamle kirke
Søgne gamle kirke, «Gamlekjerka», er fra 1640 og er en seværdighed. Sandsynligvis har der også tidligere været en kirke her. Præst og præstegård omtales i skriftlige kilder fra 1344, og Søgne præstegæld fik egen sognepræst 10. juli 1604.
Kirken er en langskibskirke i bindingsværk med 350 sidepladser. Kirkeskibet har rige væg- og loftsdekorationer fra 1600-1700-tallet. Disse blev overmalet med blågrå og hvid oliemaling i to omgange, først i 1833. Fra 1954 til 1957 blev det fjernet og dekorationerne restaureret.
Koret er bygget i 1643. Altertavlen er fra 1665. Kirken fik galleri i 1726 og sakristi i 1743. Våbenhus og tårn er bygget 1760.
Bag kirken er der rejst et mindesmærke for Syvert Amundsen Eeg, som repræsenterede Søgne under rigsforsamlingen på Eidsvoll i 1814.

## Kendte indbyggere fra Søgne (Søgnesokninger)
- Steinalderkvinnen Sol, det er det ældste fund af mennesker i Skandinavien (ca 6500 f.Kr.)
- Syvert Amundsen Eeg, eidsvollmand
- Ole Tjomsland, opfinder af Tjomslands-dieselmotoren i 1930'erne.
- Anne-Marie Rasmussen, giftede sig med Steven C. Rockefeller i 1959